# Операція симетрії
Операція симетрії — перетворення (дзеркальне відбиття, обертання, перенос), внаслідок якого простір чи фігура суміщаються з собою. 

## Загальний опис
Операція, яка переводить систему (всю молекулярну частинку
чи її частину) в положення, що збігається з вихідним. Операції симетрії виконуються відносно точки, лінії чи площини. Усі динамічні оператори (оператори фізичних величин, таких як енергія,  дипольний  момент  та  ін.)  інваріантні  відносно операції симетрії. Таке перетворення не повинно впливати на значення  спостережуваної  величини  або  на  розподіл  імовірності. Є точкові операції симетрії (перетворюють систему саму в себе) та операції перестановки (з обміном ідентичних частин). 
Симетричні перетворення поділяються на два типи:
- скінченні або точкові перетворення, при яких хоча б одна точка фігури чи простору залишається на місці;
- нескінченні або просторові перетворення, при яких жодна точка фігури чи простору не залишається на місці.

## Прості скінченні операції симетрії
До скінченних операцій симетрії, які зустрічаються в кристалографії, належать:
- Площина симетрії — міжнародне позначення[2] m.
- Вісь симетрії — позначається цифрами 2,3,4 або 6.
- Центр симетрії — позначається 1.
- Комбінація осі симетрії порядку n і перпендикулярної до неї площини симетрії позначається n/m, наприклад, 6/m.
- Комбінація повороту навколо осі порядку n та інверсії називається інверсійною віссю симетрії і позначається n.

Площиною симетрії називається площина, яка ділить фігуру на дві рівні частини, розташовані одна щодо іншої як предмет і його зображення в зеркалі.
Наприклад, куб має 9 площин симетрії, три з яких проходять перпендикулярно до граней, а шість — по діагональних площинах. Щоб розрізняти ці площини, до позначення m додають індекс, який вказує на напрямок номалі до площини (наприклад mx або m(100))
Віссю симетрії називається пряма, при обертанні навколо якої фігура суміщається з собою. Вісь симетрії характеризується порядком. Якщо найменший кут, при обертанні на який фігура суміщається з собою, дорівнює φ, то порядок осі дорівнює 2π/φ. В кристалах найбільший порядок осі симетрії дорівнює 6, найменший — 1 (будь-яка фігура суміщається з собою при обертанні навколо довільної осі на 360o). Ізотропне середовище має осі симетрії нескінченного порядку (позначення {\displaystyle \infty }).
Центром симетрії називається особлива точка всередині фігури, яка має ту властивість, що будь-яка проведена через неї лінія по обидва боки від цієї точки зустрічає аналогічні точки фігури.

## Класифікація кристалів за елементами симетрії
В залежності від наявних елементів симетрії кристали поділяються на категорії, системи та сингонії. 
Детальніші відомості з цієї теми ви можете знайти в статті сингонія.
.